# Гранвил (езеро)
Езерото Гранвил (на английски: Granville Lake) е 11-о по големина езеро в провинция Манитоба. Площта му заедно с островите в него е 490 км2, която му отрежда 98-о място сред езерата на Канада. Площта само на водното огледало без островите е 429 км2. Надморската височина на водата е 258 м.
Езерото се намира в северната част на провинцията, между езерата Хайрок на юг и Съдърн Индиан Лейк на североизток. Езерото Гранвил има дължина от югозапад на североизток 47 км, а максималната му ширина е 12 км. От октомври до юни е покрито с дебела ледена кора.
Езерото има изключително силно разчленена брегова линия с множество заливи, канали, полуострови и острови (61 км2).
В езерото се вливат множество малки реки, през него от югозапад (от езерото Хайрок) на североизток (в езерото Съдърн Индиан Лейк) протича река Чърчил, вливаща се в югозападната част на Хъдсъновия залив.
Гранвил е открито вероятно от трапери, служители на английската „Компания Хъдсънов залив“, търгуваща с ценни животински кожи в началото на XVIII в., но за първи път се появява на картата на Канада, издадена през 1814 г. от Питър Фидлър под това си име.